# Stari trg ob Kolpi
Stari trg ob Kolpi este o localitate din comuna Črnomelj, Slovenia, cu o populație de 106 locuitori.